# En buenas manos
En buenas manos, título original en francés Pupille, es una película dramática francesa dirigida por Jeanne Herry, protagonizada por Sandrine Kiberlain, Gilles Lellouche y Élodie Bouchez). Se estrenó el 26 de agosto de 2018 en Francia, el 5 de diciembre de 2018 en Estados Unidos y el 1 de mayo de 2019 en España.[cita requerida]

## Argumento
Theo es un bebé recién nacido al que su madre da en adopción, y los servicios sociales han de buscarle una familia apta para hacerse cargo de él. Por otra parte, Alice es una mujer que ya supera los 40 años y lleva 10 luchando por poder ser madre. Los caminos de Theo y Alice se cruzarán con las dificultades propias del proceso.

## Reparto
| Actor / Actriz     | Personaje |
| ------------------ | --------- |
| Sandrine Kiberlain | Karine    |
| Gilles Lellouche   | Jean      |
| Élodie Bouchez     | Alice     |
| Olivia Côte        | Lydie     |
| Clotilde Mollet    | Mathilde  |
| Miou-Miou          | Irène     |
| Stéfi Celma        | Elodie    |

## Estreno
| País               | Distribuidora         | Fecha      |
| ------------------ | --------------------- | ---------- |
| Suiza Francesa     | Frenetic Films        | 05/12/2018 |
| Bélgica            | Cinéart               | 05/12/2018 |
| Marruecos          | Megarama Distribution | 19/12/2018 |
| Quebec             | MK2 I MILE END        | 15/02/2019 |
| Australia          | StudioCanal / Hoyts   | 27/02/2019 |
| Croacia            | Blitz                 | 14/03/2019 |
| Bosnia-Herzegovina | Blitz                 | 14/03/2019 |
| España             | Caramel Films         | 01/05/2019 |
| Italia             | Lucky Red             | 20/06/2019 |

## Premios
* Fuente: Página de la película en IMDb. 
| Año  | Premio o festival                    | Categoría             | Nominado           | Resultado |
| ---- | ------------------------------------ | --------------------- | ------------------ | --------- |
| 2018 | Festival de cine francófono de Namur | Mejor guion           | Jeanne Herry       | Ganadora  |
| 2018 | Festival de cine francófono de Namur | Mejor actriz          | Élodie Bouchez     | Ganadora  |
| 2018 | Premio Louis Delluc                  | Mejor película        | Jeanne Herry       | Nominada  |
| 2019 | Premios César                        | Mejor película        | Jeanne Herry       | Nominada  |
| 2019 | Premios César                        | Mejor actriz          | Élodie Bouchez     | Nominada  |
| 2019 | Premios César                        | Mejor actriz          | Sandrine Kiberlain | Nominada  |
| 2019 | Premios César                        | Mejor actor           | Gilles Lellouche   | Nominado  |
| 2019 | Premios César                        | Mejor guion original  | Jeanne Herry       | Nominada  |
| 2019 | Premios César                        | Mejor música original | Pascal Sangla      | Nominado  |
| 2019 | Premios César                        | Mejor dirección       | Jeanne Herry       | Nominada  |
| 2019 | Festival Interacional de Noruega     | Mejor película        | Jeanne Herry       | Ganadora  |
| 2019 | Premios Lumières                     | Mejor película        | Jeanne Herry       | Nominada  |
| 2019 | Premios Lumières                     | Mejor dirección       | Jeanne Herry       | Nominada  |
| 2019 | Premios Lumières                     | Mejor guion           | Jeanne Herry       | Nominada  |
| 2019 | Premios Lumières                     | Mejor actriz          | Élodie Bouchez     | Nominada  |

## Curiosidades
- Filmar con bebés suele ser muy complicado. Sin embargo, los bebés elegidos para esta película no dieron ningún problema, especialmente el que graba con Elodie Bouchez.
- Para algunas escenas se utilizaron bebés de plástico, porque la directora, Jeanne Herry, no quería recurrir a bebés reales en situaciones traumáticas.
- El título original de la película era Les Champs de fleurs.[3]

## Crítica
- "Sensible y quizá demasiado dulce (...) Está observada con inteligencia y se ve reforzada por un buen reparto”.[5]
- "Un logro cinematográfico informativo y conmovedor, gracias al guion bien estructurado y documentado y a las impecables actuaciones".[6]

## Premios
Ganó 7 nominaciones para los Premios César, entre ellas mejor película y mejor director.